# Zglăvoacă transilvăneană
Zglăvoaca transilvăneană (Cottus transsilvaniae) este un pește dulcicol, de 10 cm, din genul Cottus, familia Cottidae. În prezent arealul său de răspândire este doar pe cursul superior al râului Argeș. Este o specie endemică apelor din România. A fost descris pentru prima dată de J. Freyhof, M. Kottelat și A. Nolte în 2005.